# Der blaue Strohhut
Pour plus de détails, voir Fiche technique et Distribution.
Der blaue Strohhut (titre français : Le Chapeau de paille bleu) est un film allemand réalisé par Victor Tourjanski, sorti en 1949.
Il s'agit de l'adaptation de la pièce de Friedrich Michael.

## Synopsis
L'Allemagne au tournant du siècle. La chanteuse d'opérette Isabella était autrefois une diva célèbre. Aujourd'hui, comme on dit, elle est décemment mariée à un homme nommé Caesar von Waldau, qui vient d'un environnement "sérieux". À cause de lui, elle a renoncé au monde de la scène, mais maintenant son ancien partenaire de scène Paul la contacte à nouveau et veut persuader Isabella de revenir avec lui sur les planches, car une nouvelle opérette doit être jouée. La dernière acquisition d'Isabella est un chapeau de paille bleu chic et à la mode, qu'elle a acheté à la vendeuse de chapeaux Lola dans un magasin. Lola, au grand dam de son patron, M. Ciapollini, a l'habitude de porter d'abord les chapeaux qu'elle est censée vendre, avant qu'ils ne soient vendus aux clients. Lola a une belle voix et veut utiliser Isabella pour ouvrir la voie à sa carrière. Isabella devrait permettre à Lola de connaître le célèbre compositeur d'opérettes Paul Lincke. Alors que Lola pousse pour être chanteuse, l'épouse du Kammersänger a un objectif complètement différent. Elle est en colère contre Isabella parce qu'elle croit qu'elle lui a pris le chapeau de paille bleu sous son nez. Pour anéantir Isabella, la jalouse calomnie la diva de l'opérette à la retraite.
La vendeuse de chapeaux Lola aide la diva d'autrefois, espérant grâce à ce service d'amitié qu'elle soutiendra son souhait de rencontrer M. Lincke. Le chanteur Paul, à son tour, espère pouvoir remettre Isabella sur les planches de la scène et la rencontre dans une atmosphère privée. Cependant, son époux Cäsar la remarque. Le fait qu'Isabelle ait évidemment l'intention de retourner sur scène le rend tout sauf heureux. Maintenant, Cäsar est convaincu que les intentions de Paul envers sa femme vont plus loin que le simple désir de partenariat professionnel. Les deux doivent avoir une liaison ! Cäsar a observé une dame au chapeau de paille bleu qui a rencontré Paul en privé. Le mariage de Cäsar et d'Isabella semble en danger. Isabella, qui avait en fait l'accessoire de mode sur la tête ce jour-là, doit maintenant s'assurer que Lola le porte la prochaine fois pour calmer son mari Cäsar. Elle rapproche la vendeuse avec le chapeau sur la tête et Paul et fait que Cäsar soit témoin. Lola croit que Paul est M. Lincke. Cependant, Cäsar n'est pas si facile à convaincre ; il exige de rencontrer Lola avec un chapeau de paille bleu à 7 heures du matin au Kur-Café, sinon il mettra Paul au défi. Mais son souhait sera impossible, car Lola a maintenant vendu le chapeau de paille bleu à Mathilde, une dame du demi-monde. Mais, oh merveille : la nouvelle propriétaire, Mathilde, arrive à 7 heures du matin avec son nouveau couvre-chef au Kur-Café. Cäsar est rassuré, car Isabella s'est révélée être une épouse fidèle, et à sa place, la petite vendeuse de chapeaux Lola est maintenant chanteuse et en même temps vedette de la nouvelle opérette. Et elle est avec Paul, même si son nom de famille n'est pas Lincke.

## Fiche technique
- Titre : Der blaue Strohhut
- Réalisation : Victor Tourjanski
- Scénario : Emil Burri (de), Victor Tourjanski
- Musique : Paul Lincke, Alois Melichar
- Direction artistique : Max Mellin (de), Max Seefelder (de)
- Costumes : Ursula Maes
- Photographie : Konstantin Irmen-Tschet
- Montage : Werner Jacobs
- Production : Georg Witt (de)
- Société de production : Georg Witt-Film
- Société de distribution : Sascha Filmverleih
- Pays d'origine :  Allemagne de l'Ouest
- Langue : allemand
- Format : Noir et blanc - 1,37:1 - Mono - 35 mm
- Genre : Comédie
- Durée : 89 minutes
- Dates de sortie :
  -  Allemagne de l'Ouest : 22 décembre 1949.
  -  Autriche : 28 novembre 1950.
  -  Allemagne de l'Est : 26 octobre 1951.

## Distribution
- Margot Hielscher : Lola, la vendeuse de chapeaux
- Karl Schönböck : Paul
- Gisela Schmidting : Isabella von Waldau, chanteuse d'opérette
- Gustav Knuth : Cäsar von Waldau, son époux
- Mady Rahl : Mathilde
- Hubert von Meyerinck : Ciapollini, le propriétaire de la chapellerie
- Theodor Danegger (de) : Franz, le majordome
- Walther Kottenkamp (de) : Le Kammersänger
- Trude Hesterberg : Son épouse
- Joseph Offenbach : Mario
- Nicolas Koline : La majordome au Separée
- Viktor Afritsch (de) : Anton, le photographe
- Inge Koestler : Gaby
- Walter Janssen : Kurpark, gestionnaire
- Kurt von Ruffin : Mühle, gestionnaire

## Source de la traduction
- (de) Cet article est partiellement ou en totalité issu de l’article de Wikipédia en allemand intitulé « Der blaue Strohhut » (voir la liste des auteurs).